# Progressione del record mondiale dei 10000 metri piani femminili

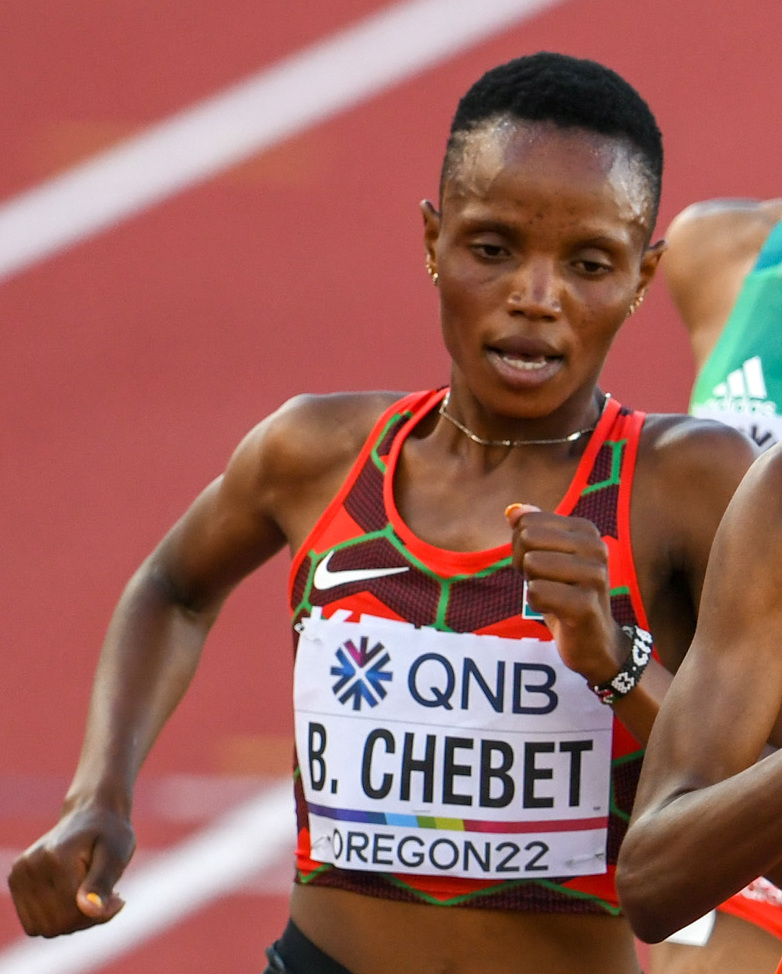
Beatrice Chebet, detentrice del record mondiale della specialità

La voce seguente illustra la progressione del record mondiale dei 10000 metri piani femminili di atletica leggera.
Il primo record mondiale femminile venne riconosciuto dalla federazione internazionale di atletica leggera nel 1981. Ad oggi, la World Athletics ha ratificato ufficialmente 11 record mondiali di specialità.

## Progressione
| Tempo     | Atleta             | Nazione          | Luogo                       | Data              | Note |
| --------- | ------------------ | ---------------- | --------------------------- | ----------------- | ---- |
| 32'17"20  | Elena Sipatova     | Unione Sovietica | Mosca, Unione Sovietica     | 16 settembre 1981 |      |
| 31'35"3 m | Mary Decker        | Stati Uniti      | Eugene, Stati Uniti         | 16 luglio 1982    |      |
| 31'35"01  | Ljudmila Baranova  | Unione Sovietica | Krasnodar, Unione Sovietica | 29 maggio 1983    |      |
| 31'27"58  | Raisa Sadreydinova | Unione Sovietica | Odessa, Unione Sovietica    | 7 settembre 1983  |      |
| 31'13"78  | Ol'ga Bondarenko   | Unione Sovietica | Kiev, Unione Sovietica      | 24 giugno 1984    |      |
| 30'59"42  | Ingrid Kristiansen | Norvegia         | Oslo, Norvegia              | 27 luglio 1985    |      |
| 30'13"74  | Ingrid Kristiansen | Norvegia         | Oslo, Norvegia              | 5 luglio 1986     |      |
| 29'31"78  | Wang Junxia        | Cina             | Pechino, Cina               | 8 settembre 1993  |      |
| 29'17"45  | Almaz Ayana        | Etiopia          | Rio de Janeiro, Brasile     | 12 agosto 2016    |      |
| 29'06"82  | Sifan Hassan       | Paesi Bassi      | Hengelo, Paesi Bassi        | 6 giugno 2021     |      |
| 28'54"14  | Beatrice Chebet    | Kenya            | Eugene, Stati Uniti         | 26 maggio 2024    |      |